# Кубок Испании по футболу 1998/1999
Кубок Испании по футболу 1998/1999 — 95-й розыгрыш Кубка Испании по футболу выиграла Валенсия. Этот кубок стал шестым в истории команды.
Соревнование прошло в период со 1 сентября 1998 по 26 мая 1999 года.

## Результаты матчей

### 1/4 финала
| Команда 1        | Итог | Команда 2            | 1-й матч | 2-й матч |
| ---------------- | ---- | -------------------- | -------- | -------- |
| Расинг Сантандер | 2:7  | Реал Мадрид          | 2:6      | 0:1      |
| Атлетико Мадрид  | 6:2  | Эспаньол             | 2:1      | 4:1      |
| Мальорка         | 1:2  | Депортиво Ла-Корунья | 1:1      | 0:1      |
| Барселона        | 5:7  | Валенсия             | 2:3      | 3:4      |

### 1/2 финала
| Команда 1       | Итог | Команда 2            | 1-й матч | 2-й матч |
| --------------- | ---- | -------------------- | -------- | -------- |
| Валенсия        | 7:2  | Реал Мадрид          | 6:0      | 1:2      |
| Атлетико Мадрид | 1:0  | Депортиво Ла-Корунья | 0:0      | 1:0      |

### Финал
| 26 мая, 1999 год              | \| Валенсия \| 3:0 \| Атлетико Мадрид \| \| Лопес 66′, 81′ · Мендьета 33′ \| Голы \| \| | Олимпийский стадион, Севилья Зрителей: 42 000 |
| Валенсия                      | 3:0                                                                                     | Атлетико Мадрид                               |
| Лопес 66′, 81′ · Мендьета 33′ | Голы                                                                                    |                                               |